# Kurtapataki Szent Péter és Szent Pál-kápolna
A kurtapataki kápolna Szent Péter és Szent Pál apostolok tiszteletére épült, ahol minden hónap második vasárnapján, a nagy ünnepek (húsvét, karácsony, pünkösd) másodnapján és a kápolna búcsúnapján, június 29-én tartanak szentmisét.

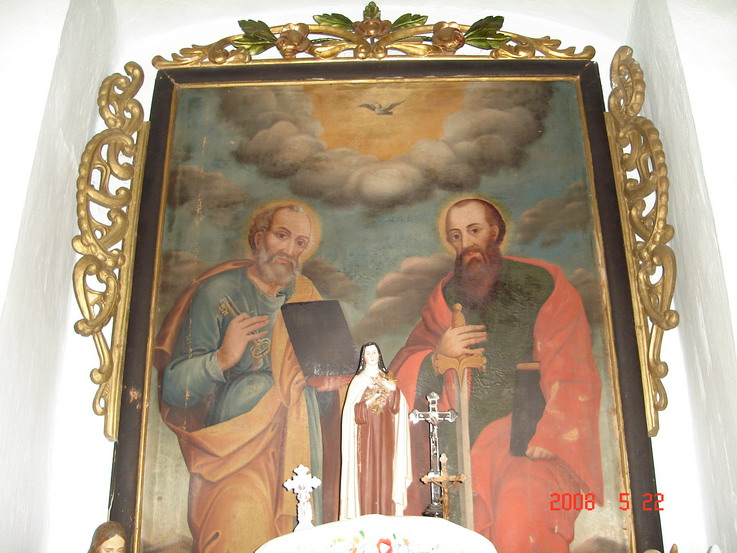
Szent Péter és Szent Pál-oltárkép

## Előzmények
Az esztelneki egyházközség hajdani és mostani híveinek vallásos érzületére és hitbeli buzgóságára vall, hogy a XIII. század végén épített Szent Simon és Júdás Tádé vértanú apostolok tiszteletére épített anyatemplomon kívül az évszázadok folyamán egészen a napjainkig a plébánia területén: Esztelneken, Csomortánban és Kurtapatakon négy kápolna létesült.
E kápolnák közül kettő: a kurtapataki és a csomortáni ma is fenn áll.

## Kurtapataki Szent Péter és Szent Pál-kápolna

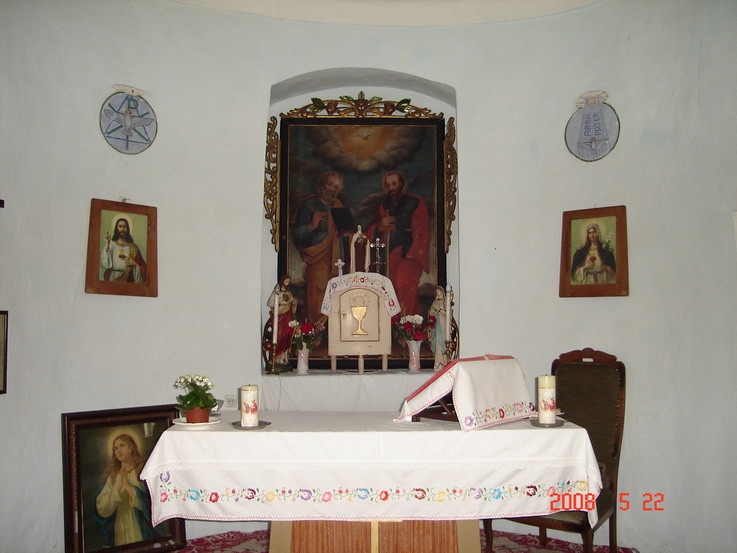
A kápolna oltára

A régi kápolna 1886 után olyan romladozó helyzetben jutott, hogy berendezését (oltárkép, oltárkő, harang, kehely, miseruha) a plébániatemplomba vitték megőrzésre.
Az új kápolna megépítésében az isteni gondviselés eszköze Jakab Ferenc (1887–1911) volt. Ő, aki szinte kilátástalan, nehéz helyzetében Istenhez folyamodott segítségért, és aki fogadalmat tett, hogy ha Isten meghallgatja kérését, a régi helyett új kápolnát épít. Az történt ugyanis, hogy Jakab Ferenc az 1848-as szabadságharcban a magyar szabadságért Kossuth Lajos oldalán az osztrákok ellen harcolt, s amikor az osztrákok orosz segítséggel győztek, Jakab Ferenc nem tett hűségesküt az osztrák hadseregben, inkább bujdosásra adta magát. Bujdosása közben a lakása feletti veres föld lelőhelyen kis játékkápolnát épített, mintegy megálmodva, hogy milyet is fog majd építeni.
Nyilván a Deák Ferenc-féle kiegyezés után a haza sorsával együtt a Jakab Ferencé is jobbra fordult és állta a szavát, teljesítette fogadalmát. Nem a régi kápolna helyén, hanem onnan szinte egy kilométerre, Kurtapatak északi csücskén, a falu szélén, ott, ahol a Mocsár és Hidegkút patakocskák egyesülése fölötti meredek domb fennsíkja kezdődik, a saját kertjében 1874-re a kápolnát felépítette.

## A kápolna tornya

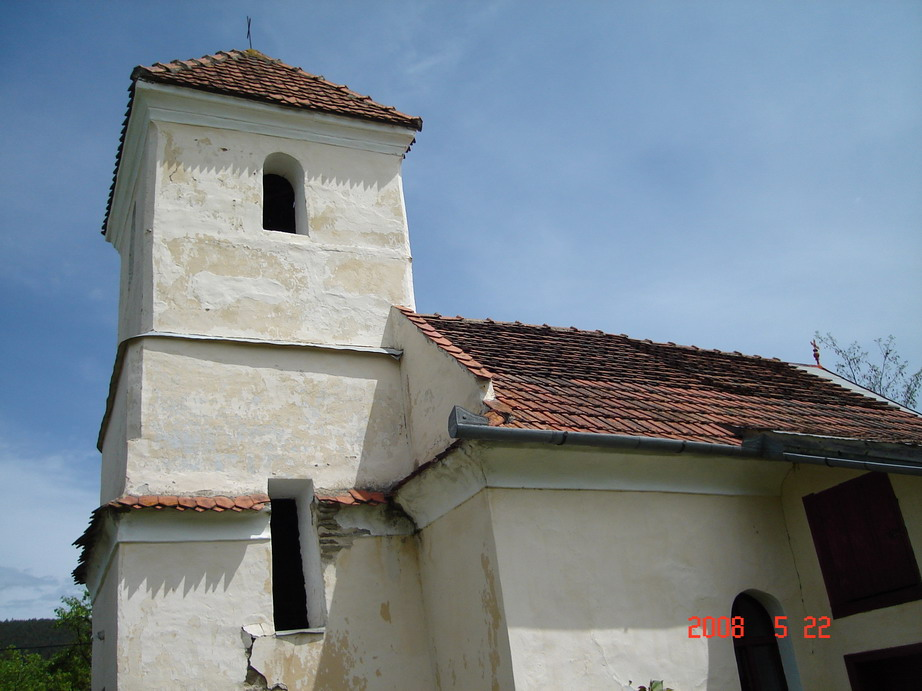
A kurtapataki kápolna

A Jakab Ferenc által épített kápolnának tornya nem volt. A kápolna 1888-ban módosult a torony hozzáépítésével, az akkori püspök segítségével.
Lönhárt Ferenc püspök a kurtapatakiak segélykérését kettős feltételhez kötötte. Megadja az 50 forintnyi hozzájárulást a toronyra, ha a kápolna a filiális egyházközség tulajdonát képezi, és ha van valami alap a kápolna fenntartására.
Úgy tűnik, hogy a telekkönyvezés rendeződött, kápolnaalapul pedig egy magtárat létesítettek.

## Sekrestye építése
Fontos szerepet töltött be a kápolna 1949 óta a kurtapataki gyermekek vallásoktatásában, mert kitiltották a hittan tanítását minden iskolából.
A torony építés után majdnem száz évre újra módosult a kápolna. A hívek összességének az óhaja teljesült, amikor 1984-ben P. Balázs Aba lelkipásztori szolgálata idején, a Rancz József egyházgondnoksága alatt a kápolna nyugati falához hozzáépítettek egy hatszor négy méter alaprajzú sekrestyét. A sekrestyének két hármas ablaka van és két ajtaja: egyik ajtó külső bejáratul, a másik pedig a szentélybe való belépésül szolgál.

## A harangok
A kápolna tornyában két kis harang van a következő feliratokkal:
A nagyobbik harangon ez áll: „KURTAPATAK VÉDÖSZENTEINEK PÉTER ÉS PÁL TISZTELETÉRE Paksa András, Nagyszeben 1926
A kisebbik harang felirata: PRO CONV. CSIK IN HON. S. ANTONII 1774. Ez a felirat arról tanúskodik, hogy ez harang a csíksomlyói zárda részére készült, éspedig Szent Antal tiszteletére. Feltételezik, hogy az esztelneki ferencesek révén került Kurtapatakra, esetleg ajándékként.